# Nain Bay
Nain Bay is een zeearm van 120 km² in de Canadese provincie Newfoundland en Labrador. De fjordachtige baai bevindt zich aan de Atlantische kust van het noorden van het schiereiland Labrador.

## Geografie

### Uitzicht
Nain Bay is een relatief smalle zeearm die in westelijke richting 34 km ver in het binnenland van Labrador snijdt. In het uiterste westen mondt de rivier de Fraser in de baai uit. Die rivier is net als Nain Bay zelf gelegen in een geologische breuk. Die breuk verklaart naast de smalle vorm van de baai ook de 400 tot wel 600 meter boven het water uittorenende kustlijn.
In het uiterste oosten geeft de baai uit in de Atlantische Oceaan. Het betreft ginds echter geen open wateren, maar een gebied met verschillende grote eilanden waaronder Rhodes Island (9,5 km²) en Base Island (19 km²). Nain Bay telt zelf één noemenswaardig eiland, namelijk het in het oostelijke gedeelte gelegen Barth Island (9 km²). In het noorden kent de baai een grote naar het noordwesten toe lopende zijarm die bekendstaat als Tikkoatokak Bay.

### Nain
Het dorpscentrum van het voornamelijk door Inuit bevolkte Nain, de noordelijkste permanente nederzetting in de provincie, ligt slechts anderhalve kilometer ten zuiden van daar waar Nain Bay uitgeeft in de oceaan. De oevers van de baai zelf zijn onbewoond, al maakt het oostelijk deel van de zuidkust wel deel uit van het grondgebied van de gemeente Nain.